# Torre Banco Plaza
Torre Banco Plaza es un rascacielos de oficinas ubicado en la Avenida Casanova del distrito financiero Sabana Grande, al este de Caracas, Venezuela. Esta torre fue obra de los arquitectos Alfredo Himiob, Santos Valdés y Rupert Joaquín. El edificio alberga la sede principal del Banco Plaza, de capital lusovenezolano. La torre mide 118 metros de altura, lo que le da el título como la cuarta sede bancaria más grande del país, posee 24 pisos para el uso financiero. Su construcción concluyó en 1999. 

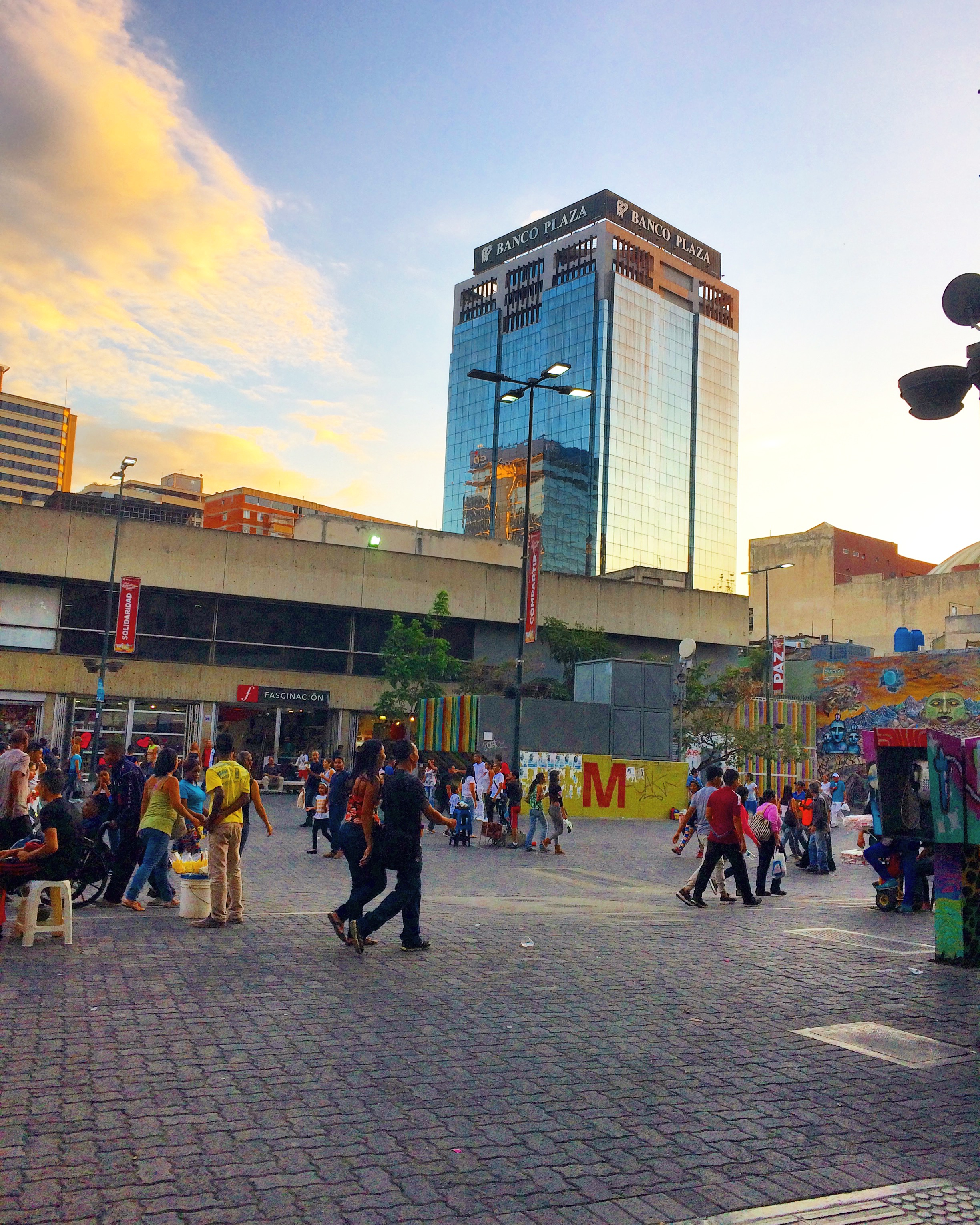
Vista de la torre desde el boulevard de Sabana Grande